# Proisotoma frisoni
Proisotoma frisoni är en urinsektsart som beskrevs av Folson 1937. Proisotoma frisoni ingår i släktet Proisotoma och familjen Isotomidae. Inga underarter finns listade i Catalogue of Life.